# Myoporum
Myoporum es un género de plantas arbóreas y arbustivas siempreverdes con unas 90 especies descritas, de las cuales solo 4 son aceptadas y el resto todavía sin resolver, perteneciente a la familia Scrophulariaceae o Myoporaceae.

## Descripción
Son árboles o arbustos siempreverdes con hojas generalmente alternas enteras, dentadas o serradas. Las flores, solitarias o en cimas axilares, tienen el cáliz con 5 sépalos libres o soldados y la corola acampanada o ligeramente bilabiada, con tubo corto y 5 pétalos más o menos patentes. Hay generalmente 4 estambres -ocasionalmente 5, incluso en la misma especie- con anteras reniformes de 2 tecas. El ovario tiene  2-4 lóculos, y el fruto es generalmente carnoso con semillas ovoides.

## Distribución
El género se extiende desde el sureste de Asia hasta Australia, Polinesia y la isla Mauricio

## Especies aceptadas
- Myoporum laetum G.Forst.
- Myoporum sandwicense A.Gray
- Myoporum tenuifolium G.Forst.
- Myoporum tetrandrum (Labill.) Domin[1]